# Kunstmuseum Ystad

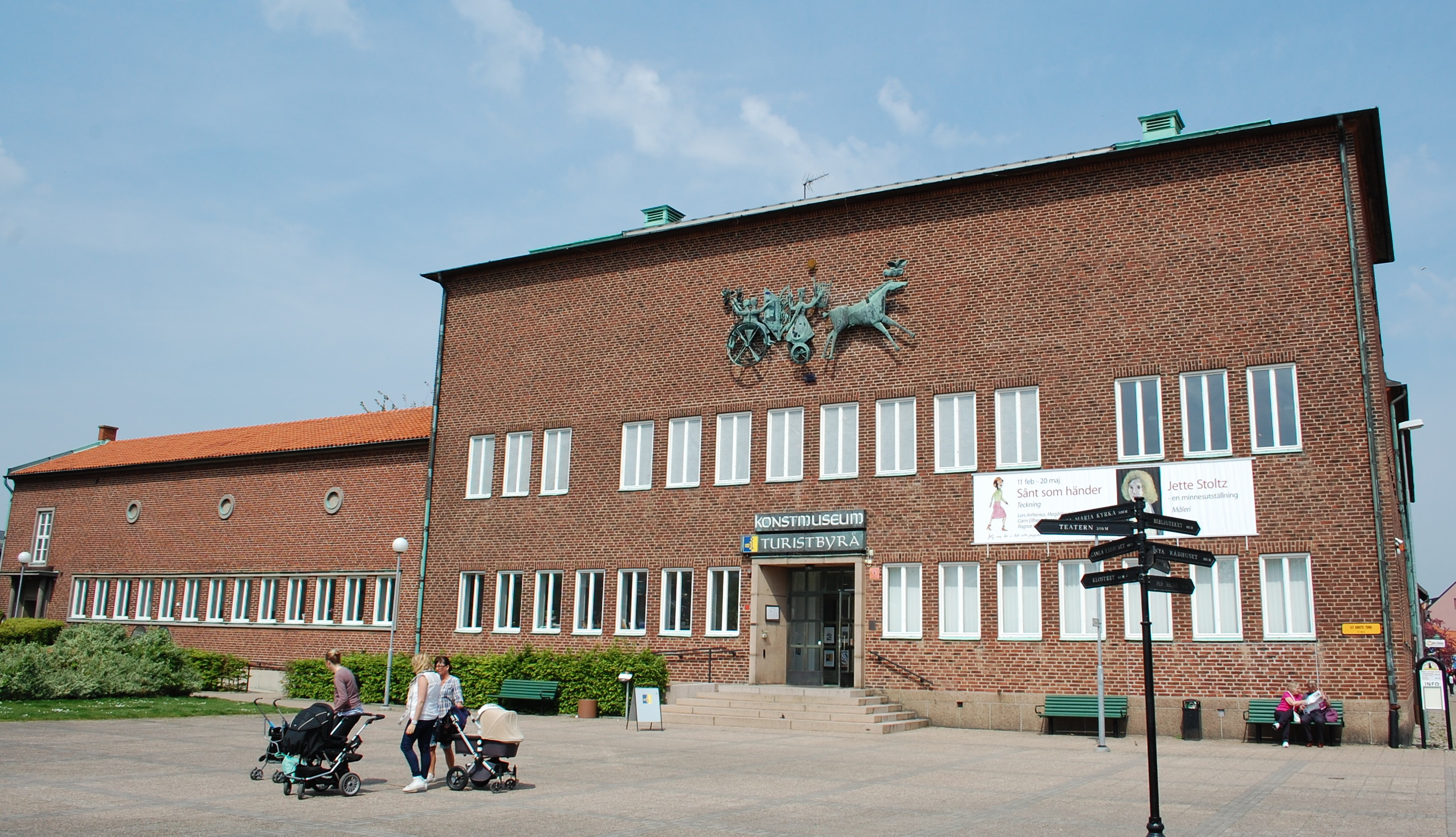
Kunstmuseum Ystad

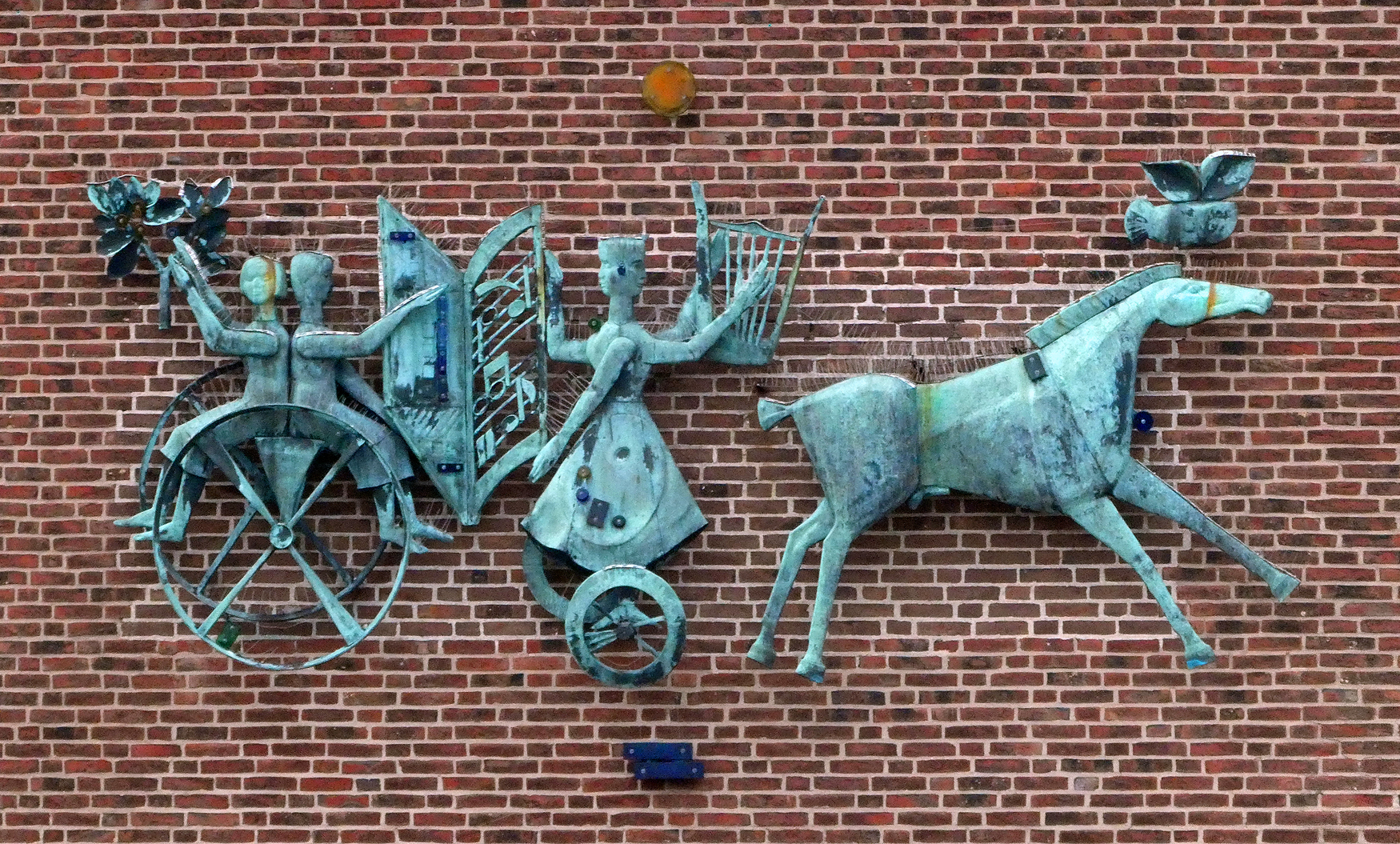
Über dem Eingang hängt Åke Jönssons Kunstwerk aus dem Jahr 1960 Der Wagen der schönen Künste

Das Kunstmuseum Ystad (schwedisch Ystads Konstmuseum) ist ein Kunstmuseum in der schwedischen Stadt Ystad.
Das Museumsgebäude befindet sich an der Nordseite des St Knuts torg im südöstlichen Teil der Ystader Altstadt.
Das Gebäude wurde 1936 anlässlich der international bedeutenden Freizeitmesse in funktionalistischem Stil errichtet. Inhaltlich befasst sich das Museum vor allem mit der regionalen Kunstgeschichte. So finden sich bedeutende südschwedische und dänische Werke aus dem 20. und 21. Jahrhundert. Darunter Werke von Karin Mamma Andersson, Ola Billgren, C. O. Hultén, Lisa Jeannin, Ludvig Karsten, Viktor Kopp, Peter Lergaard, Minako Masui, Bengt Orup, Greta Sandberg, Lisa Strömbeck, Astrid Svangren, Charlotte Wallentin, Gerhard Wihlborg und John Wipp. Außerdem gibt es eine umfangreiche Sammlung an Fotografien, darunter auch eine Daguerreotypie aus dem Jahr 1845. Eine Ausstellung Tänd mörkret befasst sich mit der schwedischen Kunst der Zeit zwischen 1975 und 1985. Im Haus werden auch Kunstperformance und Konzerte durchgeführt.
Leiterin des Museums ist Yrr Jonasdottir, die die Nachfolge des von 1995 bis 2008 amtierenden Thomas Millroth antrat.
Im Museum befinden sich ein Café und ein Museumsladen. Im Gebäude ist auch das Ystader Touristenbüro untergebracht.  